# Guglielmo di Nogaret
Guglielmo di Nogaret (Saint-Félix-Lauragais, 1260 – 11 aprile 1313) è stato un giurista francese.
Fu Cancelliere di Filippo il Bello, ed autore di vari rinomati scritti teorici che insistevano sull'autonomia del potere regio rispetto a qualunque altro potere.
Diresse la politica del Re di Francia contro Papa Bonifacio VIII, che umiliò ad Anagni nel 1303, ed ebbe un ruolo fondamentale nel processo di soppressione dell'Ordine dei Templari nel 1312. È considerato, con Pierre Dubois, il fondatore della dottrina del Regalismo, secondo la quale ciascun sovrano non ha mai superiori nel suo territorio, un concetto che nel XIV secolo fece tramontare idee fino ad allora universali come quella della supremazia del Papato o dell'Imperatore del Sacro Romano Impero.

## La controversia con Bonifacio VIII
Il Re di Francia Filippo IV il Bello ormai fortemente indebitato, era alla continua ricerca di denaro per finanziare il suo apparato statale e il suo esercito. Da questo punto di vista, Guglielmo di Nogaret si rivelò un abile consigliere. Con la sua consulenza anche legale, diresse la controversia contro il Papa sul denaro destinato alla Chiesa, che Filippo IV voleva incamerare nelle casse dello stato francese. L'apice del conflitto si raggiunse quando Guglielmo da Nogaret, che aveva avuto il nonno paterno bruciato sul rogo come esponente dei catari, aiutato da Sciarra Colonna, umiliò papa Bonifacio VIII ("lo schiaffo di Anagni") imprigionandolo nella sua residenza ad Anagni. Il papa fu liberato dalla popolazione locale, ma morì poco dopo..
Secondo un'altra teoria, lo schiaffo summenzionato sarebbe da intendersi in senso morale e quindi allegorico, anziché come colpo fisico effettivamente inferto (cosiddetto schiaffo morale). Infatti, il Papa, vessato ed umiliato, fu schiaffeggiato moralmente subendone danni fisici che lo portarono effettivamente a morire.

## La lotta contro i templari
Un altro importante contributo nella direzione della politica del re Guglielmo di Nogaret lo diede accusando di eresia i Templari: dopo aver raccolto informazioni sull'ordine del Tempio grazie ad alcune spie da lui infiltrate edificò un notevole impianto accusatorio (basato su mezze verità e menzogne vere e proprie) volto ad impressionare l'opinione pubblica del tempo. Vi riuscì grazie alla connivenza dell'Inquisizione francese che, grazie all'uso della tortura, riuscì ad estorcere false confessioni di eresia ai frati guerrieri. Il Papa Clemente V si rese subito conto di tali macchinazioni e per questo destituì per intero l'Inquisizione francese, delegittimando così la loro inchiesta. Leggende e misteri sull'ordine dei Templari si sono sviluppati fin dall'età moderna ma soprattutto nei secoli XIX e XX, centinaia di anni dopo i fatti (quindi senza prove ma accomunate dall'odio verso la Chiesa). Secondo una cronaca francese scritta molto dopo i fatti, il Gran Maestro dei templari Jacques de Molay, prima di morire sul rogo, chiamò a rispondere delle loro colpe davanti al Tribunale di Dio il re di Francia Filippo IV il Bello e lo stesso papa Clemente V che li aveva abbandonati.

## Titoli Nobiliari e cariche politiche
Guglielmo di Nogaret ebbe natali nobili. Distinguendosi a corte con le sue doti di consigliere e militare, otterrà altri privilegi e terre, come i feudi di Vannages e Calvisson ed in seguito la carica di Guardasigilli del re intorno al 1307. Negli stessi anni avendo un ruolo di rilievo nell'azione politica del sovrano francese: otterrà altri domini e patrimoni grazie alla politica di espulsione dalla Francia degli Ebrei di Linguadoca iniziata già nel 1306. Con la soppressione dell'Ordine dei Templari otterrà altri titoli e numerose contee in Francia ed in Italia. Curiosamente varie località passate a suo privato dominio prenderanno da lui il proprio nome, come Nogaré a nord di Treviso.
Nel 1309 Guglielmo di Nogaret fu nominato Cancelliere di Francia.

## La morte
La morte di Guglielmo di Nogaret è avvolta dal mistero della storia. Nel processo imbastito nei confronti dell'Ordine dei Templari egli ebbe molte responsabilità, come ne ebbe nell'episodio dello schiaffo di Anagni, certamente mai dimenticato dal Clero di allora.
Guglielmo di Nogaret poteva avere quindi numerosi nemici, anche a corte, sebbene siano ignote le reali cause che portarono alla sua morte, avvenuta nell'aprile 1313, un anno prima cioè del rogo del Gran Maestro dei Templari. Gli altri due protagonisti della fine dei Templari, invece, morirono successivamente a tale evento e alla leggendaria maledizione dei Templari.
Clemente V morì improvvisamente a Roquemaure-Gard il 20 aprile 1314 dopo 33 giorni da quel tragico rogo di Parigi.
Filippo IV il Bello, detto il Falsario, morì in maniera altrettanto improvvisa a Fontainebleau, il 29 novembre 1314, si narra, in seguito alle conseguenze di una strana e misteriosa caduta da cavallo occorsa mentre partecipava ad una battuta di caccia, che nessun testimone vide.